# Малокатеринівка
Малокатери́нівка (до 1775 року — Краснокутівка) — селище в Україні, у Кушугумській селищній громаді Запорізького району Запорізької області. Населення — 3292 особи (2022).

## Географія
Селище Малокатеринівка розташоване за 20 км від обласного центру, 7,7 км від адміністративного центру селищної громади (автошляхом місцевого значення), на лівому березі Каховського водосховища, біля місця впадання в нього річки Кінська, нижче за течією на протилежному березі річки Кінська розташоване село Приморське. Вздовж берегової лінії Каховського водосховища пролягає електрифікована залізнична лінія Запоріжжя I — Федорівка, на якій знаходиться станція Історична. До селища примикають масиви садових ділянок. Територія селищної громади межує з Василівським районом.

## Історія
Село засноване у 1775 році, після ліквідації Запорозької Січі, як державна слобода Краснокутівка, де оселилися колишні запорозькі козаки.
У 1777 році перейменовано в село Мала Катеринівка. З 1938 році населений пункт набув статусу — селища міського типу.
Селяни Малокатеринівки брали активну участь у грудневому збройному повстанні 1905 року в Олександрівську.
7 (20) листопада 1917 року, відповідно до Третього Універсалу Української Центральної Ради, увійшло до складу Української Народної Республіки.

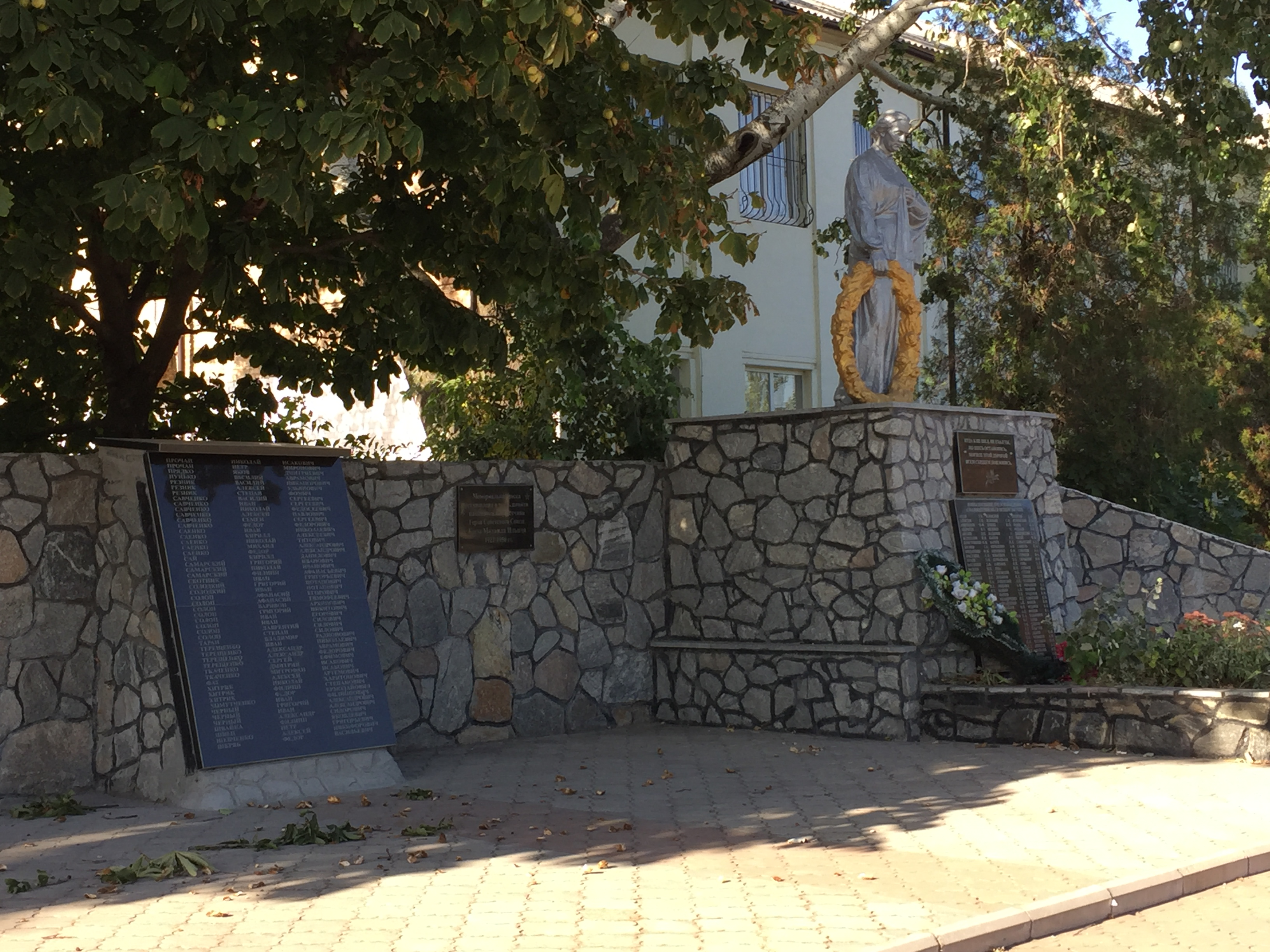
Меморіал полеглим односельчанам під час Другої світової війни

Після закінчення Другої світової війни в селищі зведено 428 житлових будинків.
12 червня 2020 році, відповідно до розпорядження Кабінету Міністрів України № 713-р «Про визначення адміністративних центрів та затвердження територій територіальних громад Запорізької області», селище увійшло шляхом об'єднання територій та населених пунктів Кушугумської, Балабинської та Малокатеринівської селищних рад Запорізького району Запорізької області.
26 січня 2024 року в Україні набув чинності Закон № 3285-IX, який передбачає дерадянізацію адміністративно-територіального устрою України, то ж селище міського типу Малокатеринівка набуло статусу селища.

### Обстріли Малокатеринівки
17 квітня 2022 року російські окупанти здійснили артобстріл по домівкам мирного населення Малокатеринівки.
22 липня 2022 року, ввечері, російські окупанти намагалися атакувати передмістя Запоріжжя та завдали близько 20 ракет з реактивної системи залпового вогню БМ-21 «Град», більшість з яких влучило у річці Дніпро, поблизу селищ Малокатеринівка та Канівське.
15 січня 2023 року російські окупанти обстріляли Малокатеринівку та ще 16 населених пунктів Запорізької області.
10 травня 2023 року, о 22:05, російські окупаційні війська здійснили масований обстріл селища касетними снарядами. Внаслідок атаки повністю зруйновано 4 будинки. Загалом пошкоджень зазнали 167 домівок, 10 з яких непридатні для проживання. Постраждали вісім мешканців, з яких троє — працівники швидкої допомоги.
3 липня 2023 року, вночі, окупанти завдали три ракетні удари із застосуванням С-300 по Кушугумській селищній громаді. Снаряди поцілили у приватний сектор Малокатеринівки та селища Кушугум, що спричинило чимало пошкоджень житлового сектору, знесені дахи, вибиті вікна та двері.

## Населення
| 1959 | 1979 | 1989 | 2001 | 2016 | 2018 | 2022 |
| ---- | ---- | ---- | ---- | ---- | ---- | ---- |
| 2887 | 3240 | 3041 | 3297 | 3413 | 3351 | 3292 |

### Мова
Розподіл населення за рідною мовою за даними перепису 2001 року:
| Мова            | Кількість | Відсоток |
| --------------- | --------- | -------- |
| українська      | 2900      | 89.98%   |
| російська       | 319       | 9.90%    |
| румунська       | 2         | 0.06%    |
| інші/не вказали | 2         | 0.06%    |
| Усього          | 3223      | 100%     |

## Економіка
- Відділення овочево-молочного радгоспу «Кушугумський»[коли?], у власності якого перебуває 1,7 тис. га землі, у тому числі — 1,5 тис. га орної.
- Кінно-спортивний комплекс «Centaur» (укр. «Кентавр»).

## Об'єкти соціальної сфери
- Середня загальноосвітня школа.
- Медичний пункт.
- Клуб.
- Бібліотека.
- Пункт побутового обслуговування.

## Відомі особи
- Денщік Максим Сергійович (1986—2024) — керівник Департаменту правового забезпечення, президент  Запорізького обласного осередку Федерації боксу України[14][15].
- Косса Михайло Ілліч (1921—1950) — радянський льотчик.
- Ткаченко Олександр Миколайович (1939—1985) — український психолог.
- Вадим Кабанець (1976—2023) — військовослужбовець Збройних сил України, учасник російсько-української війни[16].
- Саржин Тарас Вікторович (1990—2023) — молодший сержант Збройних сил України, учасник російсько-української війни. Загинув 17 серпня 2023 року в боях біля селища Велика Новосілка Волноваського району Донецької області, під час мінометно-артилерійського обстрілу[17].